# She Doesn’t Live Here Anymore
"She Does´t Live Here Anymore" é uma música do sueco Roxette. Foi lançada como o terceiro single do álbum Don't Bore Us, Get to the Chorus! em 1995.
A canção foi originalmente escrita e gravada para o CD anterior Crash! Boom! Bang!   (1994), mas ficou decidido que a faixa não seria incluída no disco. Assim, a composição permaneceu guardada até 1995 quando foi adicionada ao álbum Don't Bore Us, Get to the Chorus!.